# Alistair Cooke
Pour les articles homonymes, voir Cooke et Alistair Cooke (homme politique).
Alfred Alistair Cooke, né le 20 novembre 1908 à Salford et mort le 30 mars 2004 à New York, est un journaliste britannique et américain. Il est notamment connu pour avoir présenté Letter from America, une émission de radio, sur la période la plus longue jamais recensée, du 24 mars 1946 au mois précédant sa mort, le 20 février 2004.